# Andy Emler
Andy Emler (* 1958) ist ein französischer Jazz-Pianist und Synthesizer-Spieler, Komponist und Bandleader.

## Leben und Wirken
Emler hatte als Kind eine klassische Klavierausbildung und war am Conservatoire de Paris Schüler von Marius Constant. Dort gründete er mit Antoine Hervé ein Klavier-Vibraphon-Duo. Daneben entstand bald ein Quintett mit dem Gitarristen Marc Ducret, dem Trompeter François Chassagnite, dem Bassisten Philippe Talet und dem Schlagzeuger François Verly. Für das 1986 von François Jeanneau gegründete Orchestre National de Jazz komponierte Emler zwei Stücke: Superfrigo und Motorcycle Nana.
1990 gründete er das Mégaoctet, mit dem er bei Label Bleu zwei Alben herausbrachte. Daneben arbeitete er auch mit Musikern wie Michel Portal, Joachim Kühn, Trilok Gurtu und Daniel Humair. Mit Emmanuel Bex (Orgel) und Denis Badault (Piano) bildete er ein Keyboarder-Trio, in dem er Synthesizer spielt.
Auf dem französischen Plattenlabel La Buissonne verwirklichte er 2015 mit dem Tubisten und Produzenten François Thuillier das Album Tubafest. Es handelte sich um eine Live-Aufnahme vom 24./25. Oktober 2014 beim Festival Le Triton, Les Lilas. Auf dem gleichen Indie-Label kam 2017 die Quartett-Produktion Running Backwards heraus.

## Diskographische Hinweise

### Als Bandleader
- Mégaoctet: Headgames
- Dreams in Tune, 2006
- West in Peace, 2007
- Crouch, touch, engage, 2008
- E Total, 2012
- Tubafest, 2015 (zusammen mit François Thuillier)
- Running Backwards, 2017 (mit Marc Ducret g, Claude Tchamitchian b und Éric Echampard dr)[2]
- Andy Emler MegaOctet: No Rush! (2023)

### Als Sideman
- Marc Ducret: Gris, 1990
- Michel Portal: Turbulence, 1992
- Trilok Gurtu: Bad Habits Die Hard, 1995
- Michel Portal: Anyway, 1996
- Michel Portal: Musiques de Cinemas, 1996
- Orchestre National de Jazz: 86, 1997
- Trilok Gurtu: Glimpse, 1997
- Ensemble Aleph: Arrets Frequents, 1998
- Larry Coryell: Crossing Borders, 2001
- Gebhard Ullmann: Big Band Project, 2004

## Belege
1. ↑  Vgl. Discogs, abgerufen am 28. Juli 2017.
2. ↑  "Running Backwards" Rezension, im Deutschlandfunk 27. Juli 2017, abgerufen am 28. Juli 2017.

| Personendaten    | Personendaten                                       |
| ---------------- | --------------------------------------------------- |
| NAME             | Emler, Andy                                         |
| KURZBESCHREIBUNG | französischer Jazzpianist, Komponist und Bandleader |
| GEBURTSDATUM     | 1958                                                |